# Нил Бламкамп
Нил Бламкамп (IPA: ) или Нил Бломкамп (IPA:  или ; енгл. Neill Blomkamp; Јоханезбург, 17. септембар 1979) јужноафричко-канадски је филмски редитељ и сценариста. Каријеру је почео као аниматор рачунарских ефеката и редитељ рекламних спотова. Часопис Тајм га је прогласио за једног од 100 најутицајнијих људи 2009. године, а часопис Форбс Бламкампа је уврстио међу 40 најмоћнијих познатих личности из Африке.

## Биографија и дело
Рођен је 1979. у Јоханезбургу (Јужноафричка Република). За 3D анимацију почео се интересовати у доби од 14 година када је добио први рачунар. Са 16 година запослио се као 3D аниматор у продукцијској кући Дедтајм (енгл. Deadtime). Две године касније преселио се са породицом у Ванкувер (Британска Колумбија), где се уписао у школу филма. Почео је са режирањем музичких спотова за локалне бендове, а након дипломирања почео је режирати и рекламне спотове за познате компаније попут Најкија, Ситроена и Гаторејда. У то време је у сопственој продукцији снимио кратке филмове Тетра Вал (фр. Tétra Vaal; 2004. године) и Жив у Џобургу (енгл. Alive in Joburg; 2005. године).
Жив у Џобургу је шестоминутни кратки научнофантастични филм о апартхејду којим је Нил — на Канском филмском фестивалу као и у холивудским круговима — на себе скренуо пажњу. Филм је снимљен као псеудодокументарац, чиме је утемељен Нилов редитељски стил у ком се комбинују научна фантастика и реалност. Године 2005, ангажован је да режира високобуџетни филм Ореол: Развијена борба (енгл. Halo: Combat Evolved), заснован на истоименој видео-игрици. Филм је сниман на Новом Зеланду, а косценариста и копродуцент филма био је и Питер Џексон. Због несугласица између студија и компаније, филм никада није довршен, а и Нил је на предлог Џексонове жене Френ Волш решио да направи свој први независни дугометражни филм, заснован на недовршеном Животу у Џобургу. Филм је добио назив Дистрикт 9 (енгл. District 9), а Нил је сценарио написао заједно са својом женом Тери Тачел те се још дубље бавио темом апартхејда. Ради смањења трошкова продукције, употребио је све своје искуство у раду са специјалним ефектима те је доделио главну улогу свом дугогодишњем пријатељу Шарлту Коплију. За дистрибуцију филма побринула се кућа Sony Pictures, која је креирала сјајну и интригантну рекламну кампању.
Радња филма Дистрикт 9 почиње у марту 1982. године, тако што се огромни ванземаљски свемирски брод појављује изнад Јоханезбурга у Јужној Африци. Након квара на броду који онемогућава управљање њиме, тим проваљује у унутрашњост брода где открива велики број ванземаљаца којима се пружа уточиште на Земљи, и то у кампу под називом Дистрикт 9. Почетком 21. века, Јужноафричка влада одлучује да изврши премештање кампа у новоформирани Дистрикт 10, за што је ангажована приватна војна компанија „Мултинешонал јунајтед” (енгл. Multinational United, MNU) за коју ради и Викус ван де Мерве (енгл. Wikus van de Merwe) ког глуми Копли. Након што дође у контакт са мистериозном супстанцијом коју тројица ванземаљаца годинама сакупљају, Викусова ДНК почиње да се мења. Он потом креће у авантуру како би помогао ванземаљцима да дођу до свог брода и врате се на своју планету. Филм је постао огроман хит и прихваћен је од стране како критике тако и публике. Филм је номинован за Најбољи сценарио и Најбољи филм у категорији награде Оскар. Након великог успеха, режисер Нил је постао један од најтраженијих у Холивуду.
Нил је одлучио да његов следећи филм буде Елизијум (енгл. Elysium), научнофантастични акциони филм, који такође истражује социјално-политичке теме. На овом филму, удружио се по други пут са Шарлтом Коплијем, поред кога ће у филму глумити и Мет Дејмон и Џоди Фостер.
Након тога, Бломкамп је режирао научнофантастичну комедију Чапи (енгл. Chappie).

## Филмографија
- Дугометражни филмови
  - Дистрикт 9 (енгл. District 9; 2009)
  - Елизиjум (енгл. Elysium; 2013)
  - Чапи (2015)
- Краткометражни филмови
  - Тетра Вал (фр. Tétra Vaal; 2004)
  - Жив у Џобургу (енгл. Alive in Joburg; 2005)
  - Ореол: Развијена борба (енгл. Halo: Combat Evolved; 2005)
  - Жуто (2006)
  - Темпбот (енгл. Tempbot; 2006)
  - Ореол: Клизиште (енгл. Halo: Landfall; 2007)